# Charles-Octavien d’Anthelmy
Charles-Léonce-Octavien d’Anthelmy (auch: Antelmy; * 3. Februar 1668 in Fréjus; † 21. Oktober 1752 in Grasse) war ein französischer Bischof.

## Leben
Charles-Léonce-Octavien d’Antelmy (auch: Claude d’Antelmy) wurde im Dezember 1694 zum Priester geweiht. In Fréjus war er Generalvikar unter Bischof André-Hercule de Fleury, der ihm 1726 zur Ernennung zum Bischof von Grasse verhalf. Seine Bischofsweihe wurde am 12. Januar 1727 von Erzbischof Charles Gaspard Guillaume de Vintimille du Luc von Aix-en-Provence in der Kirche Saint-Sulpice in Paris vorgenommen. Er wurde zusätzlich Kommendatarabt der Benediktinerabtei Saint-Aignan in Saint-Chinian (Bistum Saint-Pons-de-Thomières) sowie der Abtei Lérins. Er starb 1752 im Alter von 84 Jahren. Sein Nachfolger und letzter Bischof von Grasse war François d’Estienne de Saint-Jean de Prunières.

## Schriften
- La Vie de messire François Picquet, consul de France et de Hollande à Alep, ensuite évêque de Césarople, puis de Babylone, vicaire apostolique en Perse, avec titre d’ambassadeur du Roi auprès du roi de Perse. Mergé, Paris 1732.